# Tadas Klimavičius
Tadas Klimavičius (Kaunas, 10 ottobre 1982) è un ex cestista lituano.

## Carriera
Con la Lituania ha disputato i Campionati mondiali del 2010.

## Palmarès
- Campionato lituano: 4

Žalgiris Kaunas: 2010-11, 2011-12, 2012-13, 2013-14
- Coppa di Lituania: 2

Žalgiris Kaunas: 2011, 2012
- Lega Baltica: 4

Žalgiris Kaunas: 2009-10, 2010-11, 2011-12
Prienai: 2016-17